# بوفالو شب
بوفالو شب (به انگلیسی: The Night Buffalo؛ به مکزیکی: El Búfalo de la Noche) فیلمی مکزیکی، در ژانر درام، رومانتیک و تریلر به کارگردانی و فیلمنامه‌نویسی خورخه هرناندز آلدانا است. این فیلم اقتباسی است از کتابی به همین نام؛ اثر گیلرمو آریاگا، که در سال ۲۰۰۷ منتشر شده‌است. از بازیگرانی که در این فیلم به ایفای نقش پرداخته‌اند، می‌توان به دیه‌گو لونا، لیز گایاردو، ایرین آزولا، گابریل گونزالس و والتر کانتو اشاره کرد.
خورخه هرناندز آلدانا در سال ۲۰۰۷ برای این فیلم، کاندید جایزه بزرگ هیئت داوران از جشنوارهٔ فیلم ساندنس شد. این فیلم در ۱۷ اوت ۲۰۰۷ در مکزیک و در ۱۴ آوریل ۲۰۰۹ در ایالات متحده آمریکا اکران گردید و در مجموع فروش جهانی به رقمی معادل ۱٬۵۵۳٬۱۹۸دلار دست پیدا کرد.

## داستان فیلم
«مانوئل آگوئلرا» به دیدن دوستش «گریگوریو والدز» که به خاطر بیماری اکسیزوفرنی به تازگی، از بیمارستان مرخص شده‌است؛ می‌رود. او که احساس بهبود و سلامتی دارد؛ با مانوئل برای دیدارهای بعدی قرار می‌گذارد؛ ولی فردای آن روز پدر مانوئل خبر خودکشی گریگوریو با شلیک به سرش، را به او می‌دهد. جسد گریگوریو سوزانده می‌شود و در حین مراسم خواهر گریگوریو، «مارگاریتا» به مانوئل خبر از جعبه ای می‌دهد، که برادرش برای او به یادگار گذاشته‌است.
«با فلش بک متوجه می‌شویم؛ گریگوریو و دختری به نام «تانیا»، در دبیرستان با هم رابطه ای عاشقانه دارند؛ ولی بخاطر بیماری گریگوریو که احساس می کند، یک بوفالو هر شب پشت گوش او نفس می‌کشد و همچنین یک گوش خیزک درگوش او است؛ آنها نتوانسته‌اند، رابطه ای پایدار با هم داشته باشند. تا جاییکه پیش از سکس گریگوریو، تانیا را از خود می‌راند. گریگوریو حتی برای خارج کردن گوش خیزک دوبند از انگشتان پای خود را هم قطع می‌کند. از طرفی مانوئل که نیز عاشق تانیا است، باخیانت به دوستش، با تانیا وارد رابطه می‌شود؛ تانیا احساس گناه می‌کند ولی مانوئل با توضیح شرایط و نوع درمان گریگوریو، تانیا را جذب خود می‌کند. مانوئل که در یک مسافرخانه شماره ۸۰۳، اتاق دارد؛ با تانیا قرار می‌گذارد، و با او که باکره است؛ همبستر می‌شود. تانیا با نشان دادن لکه خونی، از مانوئل می‌خواهد که او را باور کند که با گریگوریو رابطه جنسی نداشته است.»
مانوئل برای گرفتن جعبه به دیدن مارگاریتا می‌رود. مارگاریتا فاش می‌کند که بخاط عقب افتادن قاعدگی، احساس می‌کرده‌است که ۱/۵ ماهه از مانوئل حامله است و از ترس ناراحتی مانوئل، به او چیزی نگفته‌است. مانوئل به مارگاریتا، از عشق زیاد به تانیا می‌گوید؛ و در ماشین با هم سکسی ناموفق را تجربه می‌کنند. مانوئل در جعبه، عکسی از «جاچینتو آنیا» و چند دست خط از یک ترانه و تعدادی عکس دیگر می‌یابد. مانوئل توسط پست چندین نامه تهدید آمیز دریافت می‌کند و با تطبیق دادن دست خط و صحبت با مارگاریتا، متوجه می‌شود که کسی که او را تهدید می‌کند، فرزند خوانده وزیر کشور، جاچینتو است. مانوئل به جاچینتو زنگ می‌زند و او را تهدید می‌کند.
مانوئل با تانیا عشق بازی می‌کنند و تانیا که از نزدیکی مانوئل با مارگارتا آگاه است؛ با حسادت، نگران عشق خود به مانوئل است؛ و به او درخواست ازدواج می‌دهد و مانوئل نیز می‌پذیرد. مانوئل با خرید اسلحه به دیدن جاچینتو در باغ وحش می‌رود ولی تانیا سر قرار حاضر می‌شود. مانوئل که فکر می‌کند ارتباطی بین تانیا و جاچینتو است؛ با اسلحه او را تهدید می کند و یکی از گرگهای باغ وحش را می کشد و فرار می‌کند.
تانیا به دیدن مانوئل می‌آید و با ترس و استرس زیاد از او درخواست سکس می‌کند؛ حتی در موقع سکس، بر روی مانوئل بی اختیار ادرار می کند. پس از رفتن تانیا، پلیس مانوئل را دستگیر و با نشان دادن شواهد موجود و اینکه تانیا نیز از او بخاطر تهدید به قتل شکایت کرده‌است؛ او را بازداشت می‌کند. در ایستگاه پلیس جاچینتو به مانوئل پیشنهاد می‌دهد، به شرطی که از عشق به تانیا دست بردارد؛ تانیا نیز شکایتش را پس می‌گیرد؛ جاچینتو با تهدید کردن مانوئل، فاش می‌سازد که او گریگوریو را روانه بیمارستان روانی کرده‌است. مانوئل از بازداشت پلیس فرار می‌کند و با کمک مارگاریتا، خانه جاچینتو را پیدا می‌کند و تانیا که حاضر شده‌است برای رهایی مانوئل با او باشد، را آزاد می‌کند و با تأیید عشقشان توسط تانیا بار دیگر دستگیر می‌شود.